# Daniel Giese (Musiker)
Daniel „Gigi“ Giese (* 1969 oder 1970 in Meppen) ist ein deutscher Musiker und Neonazi.

## Werdegang
Daniel Gieses Karriere begann zusammen mit seinen beiden Cousins Norbert Schaffer und Matthias Tönjes bei der Metal-Band Saccara, die 1986 gegründet wurde. Nach diversen Demos entstand 1990 das Debütalbum Urbi et Orbi, das über Metal Enterprises erschien. Nachdem die Gruppe zunächst inhaltlich nicht politisch war, wurde das 1994 veröffentlichte Zweitwerk Der letzte Mann indiziert. 1995 erschienen zwei Alben, die unter anderem rechtsextreme Texte beinhalteten. Danach pausierte die Gruppe, bis 2001 das Album Weltvergifter erschien.
1996 gründete Giese zusammen mit Frank Krämer (später Halgadom) die Rechtsrock-Gruppe Stahlgewitter, die bis dato sechs Studioalben veröffentlichte, die zum Großteil indiziert wurden. Die Gruppe beteiligte sich außerdem an der ersten Projekt Schulhof-CD 2004, die aus der Szene der Freien Kameradschaften stammte.
Unter dem Projektnamen Goldhagens willige Speichellecker (eine Anspielung auf Daniel Goldhagen und sein Buch Hitlers willige Vollstrecker) sang Giese ein Duett mit Michael Regener (Lunikoff) ein, das 1998 auf der Kompilation Die Deutschen kommen Vol. 1 veröffentlicht wurde und auch später auf diversen Stahlgewitter-Veröffentlichungen erschien.
Seit 1997 singt Giese außerdem bei Kahlkopf. Da Ingo Nowotny von Metal Enterprises über die Namensrechte der Gruppe verfügt, erschienen bisher drei Alben mit Giese, die mit der ursprünglichen Gruppe nichts mehr zu tun haben. Bis auf Wir haben noch einen Koffer in Berlin, ein reines Schlager-Album mit Liedern aus den 1930ern, ähneln alle Veröffentlichungen Stahlgewitter.
Mit Gigi & Die Braunen Stadtmusikanten brachte Giese sein eigenes Projekt heraus, das alte Schlager, Neue-Deutsche-Welle-Hits und Lieder des politischen Gegners im Rechtsrock-Gewand coverte. Die Texte des Projekts beinhalten „gängige rechtsextremistische Feindbildklischees“ wie „Polizisten, Juden, Ausländer und Punks“. Bisher erschienen sechs Alben des Projektes. Die Gruppe trat bei verschiedenen Veranstaltungen der NPD auf. Bereits vor Bekanntwerden eines Zusammenhangs zwischen den Morden an acht türkeistämmigen und einem griechischstämmigen Kleinunternehmer und der terroristischen Vereinigung Nationalsozialistischer Untergrund (NSU) hatte die Band 2010 auf ihrem indizierten Album Adolf Hitler lebt! die Mordserie gefeiert und weitere Anschläge befürwortet.

„Neun Mal hat er es jetzt schon getan / Die SoKo Bosporus, sie schlägt Alarm […] Am Dönerstand herrscht Angst und Schrecken / Kommt er vorbei, müssen sie verrecken / […] Denn er kommt gerne spontan zu Besuch / Am Dönerstand, denn neun sind nicht genug“

2007 erschien unter dem Titel Die Maske fällt! ein Thrash-Metal-Album seines Projektes In Tyrannos. Das Konzeptalbum, das antifreimaurerische Verschwörungstheorien (in Verbindung mit Antiamerikanismus und Antisemitismus) zum Inhalt hat, wurde im Metal-Webzine Amboss-Mag positiv rezensiert. Das Projekt wurde 2017 mit dem Album Schlimmer als die Pest fortgesetzt.
Giese hat Verbindungen zu den Plattenlabels PC-Records und Metal Enterprises. Mit Gigi & Die Braunen Stadtmusikanten trat er 2006 beim zweiten Fest der Völker, einem Rechtsrock-Festival, in Jena auf. Giese war bis zur Auflösung in Geschäftsbeziehung mit dem Nibelungen-Versand, der zum deutschen Blood-&-Honour-Netzwerk gehörte.

## Strafverfahren
Die Staatsanwaltschaft versuchte, Giese der Gruppe Zillertaler Türkenjäger zuzuordnen. Stimmanalysen konnten diesen Verdacht jedoch nicht gerichtsfest belegen. Die Mitglieder der Band Stahlgewitter waren zudem von Hausdurchsuchungen betroffen und wurden wegen Volksverhetzung angeklagt. Das Verfahren wurde 2005 eingestellt.
Auf eine Anzeige der Vereinigung der Verfolgten des Naziregimes – Bund der Antifaschistinnen und Antifaschisten (VVN-BdA) hin erhob die Staatsanwaltschaft Osnabrück im Februar 2012 beim Amtsgericht Meppen Anklage gegen Giese unter anderem wegen Volksverhetzung. Ein Sprecher der Anklagebehörde erklärte, dass die Anklage sich auf mehrere Lieder auf dem Album Adolf Hitler lebt beziehe, die Giese zusammen mit seiner Band Gigi & Die Braunen Stadtmusikanten aufgenommen habe und deren Texte von Giese stammten. Unter anderem würden in dem Lied Döner Killer die Morde des Nationalsozialistischen Untergrunds (NSU) gutgeheißen. Der Prozess fand am 15. Oktober 2012 am Amtsgericht Meppen statt. Giese wurde wegen Volksverhetzung und der Billigung von Straftaten zu einer Haftstrafe von sieben Monaten auf Bewährung sowie zu einer Geldstrafe in Höhe von 600 Euro verurteilt. Gegen das Urteil legte er Berufung ein. Im Berufungsverfahren vor dem Landgericht Osnabrück wurde das Lied Döner Killer als mehrdeutig gewertet und vom Gericht nicht in das Urteil einbezogen. Allerdings verurteilte das Gericht Giese zu einer Geldstrafe von 1000 Euro. Giese habe in dem Lied Geschwür am After den Holocaust und die Deportation der Juden geleugnet. Giese legte hiergegen Revision ein, die das Oberlandesgericht Oldenburg am 27. März 2014 verwarf und somit das Urteil der Vorinstanz bestätigte.

## Diskografie

### In Tyrannos
- 2007: Die Maske fällt!
- 2017: Schlimmer als die Pest (indiziert)[18]

### Kahlkopf
- 1997: Pogo im Parlament (indiziert)[19]
- 2001: Im Namen des Herrn (indiziert)[20]
- 2003: Teppichmesser-Terroristen (indiziert)[21]

### Gigi & Die Braunen Stadtmusikanten

#### Alben
- 2004: Braun Is Beautiful! (Indizierung abgelehnt)[22]
- 2008: Braun ist Trumpf (indiziert)[23][24]
- 2010: Adolf Hitler lebt! (indiziert,[25][26] beschlagnahmt[27])
- 2014: Rattenfänger (indiziert)[28][29]
- 2014: Mediokratie
- 2016: Willkommen liebe Mörder (indiziert)[30][31]
- 2018: Vereinte Kriminelligung
- 2019: Braun Is Beautiful (Neuauflage ohne das beanstandete Lied Punker Maria)

#### Kompilationen
- 2015: Was von Meinungsfreiheit bleibt (Zusammenstellung nicht-indizierter Lieder der Alben Braun ist Trumpf und Adolf Hitler lebt!, Booklet der CD indiziert)[32][33]
- 2018: Rattenfänger II (Zusammenstellung nicht-indizierter Lieder der Alben Rattenfänger und Willkommen liebe Mörder)

#### Singles
- 2009: Lebt denn der alte Mannichl noch? (Freetrack; siehe auch Alois Mannichl)

### Sonstige Veröffentlichungen
- 2011: Gigi in Musica: 25 Jahre (Indizierung abgelehnt)[34]
- 2012: Best of Gigi (vermutlich Bootleg, indiziert,[35] enthält Lieder von Stahlgewitter, Saccara, Kahlkopf und einen Song der Stadtmusikanten)
- 2016: Gigi & MEK (Musikalisches Einsatzkommando): Europas Multikulti-Meister (Minialbum)
- 2018: Fuffzig Reichsmark: In Reichsmark zurück (EP)
- 2022: Zillertaler Virenjäger: Endzeitparty (Das Zeughaus)[36]